# Пишняк Максим Вікторович
Макси́м Ві́кторович Пишня́к — сержант Збройних сил України, учасник російсько-української війни.

## З життєпису
Закінчував проходження строкової служби (топогеодезист), коли почалася російська інвазія. Відтак відслужив іще рік у діючих військах на сході України — від серпня 2014 по вересень 2015, механік-водій гаубиці. Брав участь у боях за Дебальцеве, з підрозділом вийшов із оточення. В бою з терористами Максим та побратим зазнали поранення, супротивника солдатів полонили.
По демобілізації проживає в Ананьївському районі.
Керує районним осередком ветеранів російсько-української війни «Спілка ветеранів АТО в Ананьївському районі».

## Нагороди
За особисту мужність і героїзм, виявлені у захисті державного суверенітету та територіальної цілісності України, вірність військовій присязі під час російсько-української війни, відзначений — нагороджений
- 27 червня 2015 року — орденом «За мужність» III ступеня.

Указом Президента України № 336/2016 від 19 серпня 2016 року нагороджений ювілейною медаллю «25 років незалежності України».